# Pontus Gustafsson
Pontus Karl Fredrik Gustafsson (født 15. august 1955 i Stockholm) er en svensk skuespiller. Han startede sin skuespillerkarriere som 12 årig, da han lagde stemme til Mowgli i den svenske oversættelse af Junglebogen. Siden 1977 har han arbejdet på Dramaten.

## Udvalgt filmografi
- Paradishuset (1977)
- Xerxes (tv-serie, 1988)
- Jönssonligan & den svarta diamanten (1992)
- Strisser, strisser (1993)
- Drømmehuset (1993)
- Jönssonligans största kupp (1995)
- Den hvide løvinde (1996)
- Pippi Langstrømpe (animationsfilm, 1997)
- Skærgårdsdoktoren (tv-serie, 1997)
- Beck (tv-serie, 2001)
- Björnes magasin (tv-serie, 2002-2004)
- Min kones første elsker (2006)
- Uskyldigt dømt (tv-serie, 2008)
- Den fjerde mand (tv-serie, 2014)